# Doom 3
Doom 3 és un videojoc d'acció en primera persona desenvolupat per id Software i publicat per Activision en 2004. Existeixen quatre versions d'aquest, una per a Windows, una altra per a Linux, una altra per a Mac i una altra per a la consola Xbox (desenvolupat per Vicarious Visions).
Tot i ser el tercer, Doom 3 no és una continuació de la sèrie, si no més aviat un remake del Doom original. El joc té lloc en l'any 2145, en el centre d'investigació de la Union Aerospace Corporation (UAC), a Mart i malgrat que la base argumental de la història és la mateixa, es desenvolupa de manera diferent. Un exemple d'això és que al Doom original el protagonista entra a la base marciana ja envaïda per hostes infernals i en el Doom 3 veu com els dimonis l'envaïxen.
La seva expansió, Resurrection of Evil, va ser anunciada el 25 d'octubre de 2004 i és desenvolupada per id Software i Nerve Software. Inclou una campanya completa per a un sol jugador i també mapes nous per a multijugador que admeten fins a 8 jugadors.

## Manera de joc
La manera de joc és bastant similar al Doom original, el qual en el seu temps, va ajudar a establir les convencions dels jocs d'acció en primera persona. El principal objectiu del jugador és recórrer un camí, a través de l'entorn hostil del joc, fins a un punt de relativa seguretat al final de cada nivell. La mecànica bàsica del joc és disparar i córrer, en la qual el jugador ha de, literalment, disparar a tot el que es mogui. El moviment en Doom 3 és particularment simple comparant-lo amb altres jocs contemporanis, permetent moure's només cap endavant, cap enrere, de costat, saltar, ajupir-se i fer un esprint. Això ha estat el centre d'algunes crítiques al joc. El disseny de nivells i la seva arquitectura és bàsicament lineal, encara que hi ha ocasions en les quals el jugador, per a anar d'un punt A a un punt B, ha de passar abans per un punt C. Per a arribar al lloc desitjat i completar un objectiu, cert nombre de situacions han de completar-se: eliminar a tots els enemics del nivell, recollir objectes, resoldre puzles bàsics, etc.
Per a ajudar a l'ambientació del joc, s'han afegit millores com una PDA la qual en el joc serveix com a identificació dels treballadors de la UAC. Al jugador li serveix per a recollir informació d'ordinadors repartits per les instal·lacions així com registrar el contingut de les PDAs d'altres personatges que van quedar abandonades després de la invasió demoníaca. La PDA recull e-mails, arxius d'àudio i vídeo que el jugador utilitza per a conèixer la història de les instal·lacions abans de la seva arribada i obtenir els codis amb els quals pots obrir armaris segellats, que contenen munició, recarregues per a l'armadura, etc. L'innovador d'aquest sistema és que el fil argumental ha de ser deduït pel jugador com si realment fos un novençà que acaba d'arribar a les instal·lacions i no coneix gens del que allà passarà. Aquesta informació apareix en els e-mails que envia el personal de la UAC així com registres sonors amb les seves impressions. També destaca el fet que aquesta informació s'ha tractat de forma molt real, ja que al costat dels mails que informen sobre l'argument també apareixen textos d'assumptes personals i mails de publicitat (SPAM).

## Característiques
A diferència dels altres jocs Doom, en Doom 3 el jugador no s'enfronta a enormes hordes d'enemics si no que, com descriuen els creadors del joc, "és un enemic el qual ens aguaita". Això es compensa amb el fet que les criatures necessiten més tirs per a ser derrotades, a excepció tal vegada dels "imp" que necessiten entre 1 i 2 tirs d'escopeta depenent de la distància. En aquest joc, els efectes de llum han estat summament cuidats i el disseny dels nivells, la il·luminació i la situació dels enemics estan pensats perquè el jugador asseu por. Aquest és un canvi molt gran considerant que en els anteriors jocs havíem d'avançar liquidant a grans quantitats d'enemics poc camuflats. En Doom 3 ara el normal és avançar a poc a poc, observant cada cantó i cada possible amagatall amb la llanterna. Només ocasionalment hi ha sales grans en la qual apareixen molts enemics i el jugador ha de córrer per a evitar ser abatut. Altra diferència és que en la major part del joc hi ha gairebé total foscor. AL començament del joc se li lliura a l'usuari una llanterna que no arriba a il·luminar ni la meitat del camp de visió, la qual no es pot equipar alhora que l'arma, amb el que s'exposa a no tenir temps suficient per a armar-se si s'és atacat d'imprevist (el que ocorre gairebé sempre, o a no poder veure a un enemic que es prepara per a atacar si es prefereix utilitzar una arma.
El joc no té banda sonora musical, però aquesta no es fa necessària, ja que el sistema d'ambientació acústica és excepcionalment pertorbadora. Aquest últim ve acompanyat per l'efecte de la llum. Ambdós s'activen en tot el seu potencial en les zones més hostils per a fer que el jugador es desesperi. Un exemple d'això és l'ús d'una boira vermella que envolta al jugador quan va a ser atacat o el qual quan un dimoni es teleporta fins a la posició del protagonista, les parets de l'habitació s'il·luminen amb símbols satànics d'una lluentor vermellosa fugaç. Tots aquests elements provoquen una situació contínua d'opressió i veritable incertesa i terror, on la por pot arribar a provocar que el jugador vegi coses on no les hi ha i hagi d'estar guardant la partida contínuament. Una altra observació és que el decorat és extremadament animat, ja que es trenquen parets de les quals sorgeixen monstres, es trenquen màquines, apareix foc o sang, etc.
En aquest sentit, vegem la gran influència que Doom3 conjunt de pel·lícules com l'original Alien de Ridley Scott (1979), on l'efecte de terror és l'essencial del mal. Al mal no se li distingeix clarament i en detall fins que aquesta damunt nostre. Potser, fins que no se li derrota solament se li demora; el mal no s'atura amb advertiments previs; el mal "està allà". Les ombres, les il·luminacions de l'estil "catedral", l'ús de llums naturals, les terminacions antigues metàl·liques o arruïnades, tot confluïx per a produir terror. L'impacte de Doom 3 el complex estèreo envolupant que posseïx: si hi juga amb auriculars, pot realment terroritzar.
En l'any del seu llançament fer menció de l'estil gràfic de Doom 3 era sinònim de "increïble" i sens dubte duia la davantera. En aquest sentit, id Software assentà l'estàndard del que serien els jocs en anys esdevenidors. Era això també el seu major defecte: necessita molta potència de PC, placa gràfica i processador. Impacten els decorats i l'estil biomecànic que aquests tenen, realment l'ambientació és única, una base en Mart que es dedica a estranys i moltes vegades immorals experiments de tota classe, una base que es troba en decadència moral i que ja no té suficient potència per a continuar amb les investigacions. Durant el joc el jugador recorrerà diverses zones del complex i tindrà ocasió de veure que tot aquesta summament cuidat, tot té una lògica i malgrat que les màquines siguin fictícies tenen una base científica lògica així com una mecànica funcional.
Sobre els enemics s'ha dit en to de broma que els programadors d'id Software potser tinguin seriosos problemes mentals. Són els mateixos de l'original, però duts a un extrem. El joc en si, té imatges tètriques (aranyes que amb caps humans invertides, cadàvers trossejats o decapitats, sang i llegendes satàniques escrites en les parets, beus diabòliques i rius de sang que indiquen el camí a seguir (especial menció per al laboratori DELTA 4)) que marquen clar i ras "amb qui es baralla".
El llançament d'aquest joc va ser pràcticament cinematogràfic, i va ser el primer joc a incorporar en el seu lloc web "trailers" al mateix estil dels films de Hollywood. Aquesta tradició es va mantenir amb l'expansió "Resurrection of Evil" i amb el joc Quake 4, que utilitza el mateix motor gràfic.

## Armes
En Doom 3 apareixen les armes del joc original com la pistola, l'escopeta, la metralladora, el llançamíssils, el projector de plasma, la BFG9000 molt famosa serra elèctrica. Una nova característica en la sèrie, però no en el gènere, és que hem de recarregar les armes quan se'ns esgoti la munició. També, els temps de recàrrega perllongats contribuïxen a crear situacions de tensió quan ens queden poques bales i som atacats. Una nova arma, el "Galleda d'Ànimes", és un objecte necessari per a poder acabar el joc. En soltar-lo, ell sol es dirigeix per si mateix cap als enemics de la zona i els roba la salut per a donar-nos-la a nosaltres.